# 全国爱国卫生运动委员会
全国爱国卫生运动委员会（简称全国爱卫会），是中华人民共和国国务院的议事协调机构，负责领导、协调全国爱国卫生工作。

## 沿革
早在中华人民共和国成立前，中国共产党领导下的部分地区就成立了地方性的“防疫委员会”。如1947年5月内蒙古自治区成立了由自治区主要领导任主任委员的“防疫委员会”。
中华人民共和国成立后不久，1949年10月27日，董必武代表中央人民政府政务院主持了扑灭察北鼠疫的紧急会议，政务院总理周恩来和副总理陈云、郭沫若、黄炎培都出席了会议，到会的还有彭真、聂荣臻、滕代远、刘澜涛、陆定一、罗瑞卿、李德全、胡乔木、唐延杰、贺诚、苏井观、杨奇清、张友渔、薛子正、朱琏等。会议听取了卫生部、察北地区卫生部门关于疫情的汇报，分析了疫情发展趋势，明确了“扑灭察北鼠疫防止蔓延”的救灾目标，并通过决议，确定立即成立中央防疫委员会，统一领导防疫工作。经董必武提议，任命副总参谋长、华北军区司令员聂荣臻，卫生部部长李德全，副部长贺诚为主任委员。最后会议决定中央防疫委员会由董必武、聂荣臻、滕代远、陆定一、李德全、贺诚、杨奇清组成，由董必武任主任委员并总负责。防疫会议结束以后，中央防疫委员会立即举行第一次会议，决定成立办公室、封锁处、防疫处、宣传处、秘书处，建立经常办公制度，并在北京市东单小土地庙九号原华北人民政府卫生部旧址办公。10月28日，中央防疫委员会召开第二次委员会议，提出了在两个星期内遏制鼠疫蔓延趋势的目标，并对中央防疫委员会的组织架构进行了安排。会议决定中央防疫委员会下设四个部门：封锁处，由聂荣臻负责；防疫处，由贺诚负责；宣传处，由新闻总署负责；秘书处及主任办公室，由华北大区卫生部副部长朱琏负责。中央防疫委员会还特别刊印了《中央防疫委员会简报》。中央防疫委员会的机构设置形成了封锁、防疫、宣教三位一体的防疫体系，成为中华人民共和国日后灾害管理的经典模式。会后，各地相继仿照中央防疫委员会的组织架构成立了各级抗灾防疫组织。这次中央防疫委员会是为扑灭察北鼠疫而组成的临时性机构，察北鼠疫1949年12月被扑灭后撤销，它和后来1952年成立的中央防疫委员会没有渊源关系，但察北鼠疫扑灭后，大部分地方防疫机构得以保留。
1952年3月14日，中央人民政府政务院128次会议决定成立中央防疫委员会，下设办公室，任务是领导反细菌战，开展爱国卫生运动。1952年3月19日，周恩来以中央防疫委员会主任名义向各省、自治区、直辖市发出《关于反细菌战的指示》，要求各地做好灭蝇、灭蚊、灭蚤、灭鼠以及杀灭其它病媒昆虫的工作。1952年7月10日，《人民日报》发表《进一步开展爱国卫生运动》社论，指出爱国卫生运动是一项重大的政治任务。1952年7月9日和10日，周恩来两次致信毛泽东等，建议“中央防疫委员会日常工作即由办公室主任贺诚同志处理”，反细菌战斗争工作由章汉夫接管。1952年冬，反细菌战以中朝的胜利和美国的失败而告终。
1952年12月31日，周恩来签署了政务院《关于一九五三年继续开展爱国卫生运动的指示》，各级“防疫委员会”改称“爱国卫生运动委员会”（简称“爱卫会”），其中中央防疫委员会改称“中央爱国卫生运动委员会”（简称“中央爱卫会”）。1954年2月，政务院发出《关于改变爱国卫生运动委员会组织机构及其领导关系问题的通知》。
文化大革命期间，中央爱国卫生运动委员会撤销。
1978年4月，经中共中央批准，重新成立了中央爱国卫生运动委员会。
1988年8月11日，国务院将中央爱国卫生运动委员会改名为全国爱国卫生运动委员会（简称“全国爱卫会”），作为国务院议事协调机构。
2014年1月3日《全国爱卫会关于印发全国爱国卫生运动委员会工作规则和成员单位职责分工的通知》（全爱卫发〔2014〕1号）印发了2013年12月5日经全国爱国卫生运动委员会全体会议修订通过《全国爱国卫生运动委员会工作规则》和《全国爱国卫生运动委员会成员单位职责分工》。其中《全国爱国卫生运动委员会工作规则》称，全国爱国卫生运动委员会的组成单位及成员由国务院批准。主任由国务院领导担任，副主任和委员由国务院有关部委、中央有关部门、军队、社会团体等单位负责人担任，每届任期五年。任期内组成人员因工作变动需调整的，经全国爱国卫生运动委员会办公室审核后，报请全国爱国卫生运动委员会主任批准。《全国爱国卫生运动委员会成员单位职责分工》称，全国爱国卫生运动委员会由以下成员单位组成：卫生计生委、发展改革委、住房城乡建设部、农业部、环境保护部、中宣部、中央办公厅、教育部、公安部、民政部、财政部、人力资源社会保障部、交通运输部、铁路局、民航局、旅游局、工商总局、水利部、商务部、新闻出版广电总局、新华社、人民日报社、体育总局、食品药品监管总局、国管局、中医药局、解放军总后勤部、武警总部、全国总工会、共青团中央、全国妇联、北京市政府。
2017年5月19日《全国爱卫会关于调整全国爱国卫生运动委员会组成人员的通知》（全爱卫发〔2017〕2号）增加质检总局和中国铁路总公司为全国爱国卫生运动委员会组成单位。
2023年10月，国务院调整设立新一届全国爱卫会，明确了全国爱卫会的主要任务、组成人员和运行机制，按照新一届全国爱卫会承担健康中国建设的任务要求，在工作职责中增加相应内容。

## 职责
根据《全国爱国卫生运动委员会工作规则》（全爱卫发〔2023〕2号），全国爱卫会承担下列职能：
1. 深入学习贯彻习近平总书记关于爱国卫生运动的重要指示批示精神，落实党中央、国务院决策部署，按照国民经济和社会发展的总体规划，研究制定爱国卫生工作的方针、政策和工作计划，协调推动有关部门、人民团体和各地区制定执行爱国卫生工作计划。
2. 推进落实健康中国战略，建立健康影响评估制度，实施健康中国行动，普及健康生活，优化健康服务，完善健康保障，建设健康环境，发展健康产业。
3. 协调有关部门、单位和各地区，动员组织群众，加强公共卫生基础设施建设，开展城乡环境卫生整治，强化病媒生物防制，改善城乡人居环境。组织开展卫生城镇创建和健康城镇健康细胞建设，加强社会健康管理。指导开展重大活动保障、重点疾病防控及重大自然灾害后的爱国卫生工作。加强控烟宣传教育工作。开展全民健康教育和健康促进活动，倡导文明健康、绿色环保生活方式，促进人民身心健康。
4. 协调有关部门及人民团体为爱国卫生工作开展创造条件，在部门设置、职能调整、人员配备、经费投入等方面予以保障。
5. 建立健全监测评价机制，根据党中央、国务院部署，督促、检查各地区各有关单位爱国卫生工作开展情况。
6. 推进爱国卫生立法工作，促进爱国卫生工作法治化、规范化、精细化管理。
7. 完成党中央、国务院交办的其他事项。

## 组成人员

### 中央爱国卫生运动委员会
主任委员
- 周恩来（1952年3月18日任命，政务院总理兼中央防疫委员会（中央爱国卫生运动委员会）主任）
- 习仲勋（1954年2月11日任命，政务院秘书长兼）
- 林枫（1954年12月31日任命，国务院文教办主任兼）
- 张际春（1960年8月15日任命，国务院文教办主任兼）
- 李先念（1978年4月3日任命，中央政治局常委、中共中央副主席、国务院副总理、中央军委常委兼）
- 陈慕华（1981年7月13日任命，中央政治局候补委员、国务院副总理、国家计生委主任兼）
- 王任重（1982年8月6日任命，中央书记处书记、中央宣传部部长兼）
- 廖汉生（1983年5月6日任命，全国人大常委会副委员长兼）

| 1952年3月成立中央防疫委员会时的组成人员是： 主任委员 - 周恩来 副主任委员 - 郭沫若 - 聂荣臻 委员 （不详） | 1978年4月重新成立时的组成人员是： 主任委员 - 李先念（中共中央副主席） 副主任委员 - 陈慕华 - 谷牧 - 康世恩 - 康克清 - 杨勇 - 江一真 - 张汝光 委员 - 钱信忠 - 黄树则 - 马纯古 - 黄作珍 - 杨静仁 - 吕剑光 - 程子华 - 何康 - 李奎生 - 孙晓风 - 陶涛 - 张季农 - 夏之栩 - 刘建章 - 郭建 - 任泉生 - 程宏毅 - 刘复之 - 李琦 - 王猛 - 曾涛 - 安文一 - 顾文华 |

### 全国爱国卫生运动委员会
| 1988年12月3日，《国务院办公厅关于全国爱国卫生运动委员会组成人员的通知》（国办发〔1988〕78号）调整后的组成人员是： 主任 - 李铁映（国务委员） 副主任 - 陈敏章（卫生部部长） - 赵南起（总后勤部部长） - 郝建秀（国家计委副主任） - 何康（农业部部长） - 叶如棠（建设部副部长） 委员 - 杨德中（中共中央办公厅副主任） - 李彦（中宣部副部长） - 刘忠德（国务院副秘书长） - 王明达（国家教委副主任） - 李绪鄂（国家科委副主任） - 江家福（国家民委副主任） - 胡之光（公安部副部长） - 刘积斌（财政部副部长） - 李伯勇（劳动部副部长） - 陆佑楣（能源部副部长） - 徐大铨（冶金工业部副部长） - 林殷才（化学工业部副部长） - 于珍（轻工业部副部长） - 张辛泰（铁道部副部长） - 王展意（交通部副部长） - 钮茂生（水利部副部长） - 何济海（商业部副部长） - 刘岩（对外经济贸易部部长助理） - 蔡宁林（物资部副部长） - 高占祥（文化部副部长） - 马庆雄（广播影视部副部长） - 徐寅生（国家体委副主任） - 任中林（国家工商行政管理局局长） - 曲格平（国家环境保护局局长） - 何若泉（国家旅游局副局长） - 管德（中国民用航空局副局长） - 齐谋甲（国家医药管理局局长） - 宛耀宾（国务院宗教事务局副局长） - 李仁臣（人民日报社副总编辑） - 李容光（全国总工会副主席） - 李源潮（共青团中央书记处书记） - 黄启璪（全国妇联副主席） - 何鲁丽（北京市人民政府副市长） - 李九如（全国爱国卫生运动委员会办公室主任） | 1994年1月10日《国务院办公厅关于调整全国爱国卫生运动委员会组成人员的通知》（国办发〔1994〕8号）调整后的组成人员是： 主任 - 彭珮云（国务委员） 副主任 - 陈敏章（卫生部部长） - 傅全有（总后勤部部长） - 徐志坚（国务院副秘书长） - 郝建秀（国家计委副主任） - 洪绂曾（农业部副部长） - 叶如棠（建设部副部长） - 解振华（国家环保局局长） 委员 - 陈福今（中共中央办公厅副主任） - 刘云山（中共中央宣传部副部长） - 王明达（国家教委副主任） - 邓楠（国家科委副主任） - 李晋有（国家民委副主任） - 李润森（公安部部长助理） - 刘积斌（财政部副部长） - 程连昌（人事部副部长） - 朱家甄（劳动部副部长） - 查克明（电力部副部长） - 张宝明（煤炭部副部长） - 毕群（冶金部副部长） - 李士忠（化工部副部长） - 傅志寰（铁道部副部长） - 李居昌（交通部副部长） - 周文智（水利部副部长） - 马李胜（内贸部副部长） - 李国华（外经贸部部长助理） - 陈昌本（文化部副部长） - 刘习良（广播影视部副部长） - 徐寅生（国家体委副主任） - 杨培青（国家工商局副局长） - 何光暐（国家旅游局副局长） - 柯德铭（民航总局副局长） - 曹康泰（国务院法制局副局长） - 杨同祥（国务院宗教局副局长） - 蔡名照（新华通讯社秘书长） - 齐谋甲（国家医药局局长） - 李仁臣（人民日报社副总编辑） - 单亦和（全国总工会书记处书记） - 吉炳轩（共青团中央书记处书记） - 张连珍（全国妇联书记处书记） - 曹刚川（中国人民解放军副总参谋长） - 张立平（总后勤部卫生部部长） - 高文远（武警部队后勤部部长） - 何鲁丽（北京市副市长） - 刘玉良（全国爱国卫生运动委员会办公室副主任） |

| 1998年8月11日《国务院办公厅关于调整全国爱国卫生运动委员会成员的通知》（国办发〔1998〕115号）调整后的组成人员是： 主任 - 李岚清（国务院副总理） 副主任 - 张文康（卫生部部长） - 徐荣凯（国务院副秘书长） - 陈耀邦（农业部部长） - 俞正声（建设部部长） - 解振华（国家环境保护总局局长） 委员 - 郝建秀（国家发展计划委员会副主任） - 吕福源（教育部副部长） - 楼继伟（财政部副部长） - 王东进（劳动和社会保障部副部长） - 盛光祖（铁道部政治部主任） - 胡希捷（交通部副部长） - 朱登铨（水利部副部长） - 王立安（中国民用航空总局副局长） - 李树文（国家广播电影电视总局副局长） - 韩新民（国家工商行政管理局副局长） - 于友先（新闻出版署署长） - 何光暐（国家旅游局局长） - 蔡名照（新华社副社长） - 刘鹏（中宣部副部长） - 邵华泽（人民日报社社长） - 陆增祺（总后勤部部长助理兼总后卫生部部长） - 高文远（武警部队副司令员） - 胡春华（共青团中央书记处书记） - 田淑兰（全国妇联书记处书记） - 刘敬民（北京市副市长） | 2003年4月23日《国务院办公厅关于调整全国爱国卫生运动委员会组成人员的通知》（国办发〔2003〕23号）调整后的组成人员是： 主任 - 吴仪（国务院副总理） 副主任 - 高强（卫生部常务副部长） - 汪光焘（建设部部长） - 杜青林（农业部部长） - 解振华（环保总局局长） - 胡振民（中宣部副部长） - 徐绍史（国务院副秘书长） - 王谦（总后勤部副部长） 委员 - 樊士晋（中央办公厅副主任） - 李盛霖（发展改革委副主任） - 赵沁平（教育部副部长） - 白景富（公安部副部长） - 肖捷（财政部副部长） - 王东进（劳动保障部副部长） - 彭开宙（铁道部副部长） - 翁孟勇（交通部副部长） - 翟浩辉（水利部副部长） - 陈健（商务部部长助理） - 马晓伟（卫生部副部长） - 杨树德（工商总局副局长） - 高宏峰（民航总局副局长） - 张海涛（广电总局副局长） - 柳斌杰（新闻出版总署副署长） - 张文周（食品药品监管局副局长） - 何光（旅游局局长） - 吕世光（国管局副局长） - 何东君（新华社副社长） - 梁衡（人民日报社副总编辑） - 白书忠（总后勤部卫生部部长） - 刘世民（武警部队副司令员） - 董力（全国总工会书记处书记） - 崔波（共青团中央书记处书记） - 沈淑济（全国妇联副主席） - 张茅（北京市副市长） |

| 2008年4月17日《国务院办公厅关于调整全国爱国卫生运动委员会组成人员的通知》（国办发〔2008〕27号）调整后的组成人员是： 主任 - 李克强（国务院副总理） 副主任 - 陈竺（卫生部部长） - 姜伟新（住房和城乡建设部部长） - 孙政才（农业部部长） - 周生贤（环境保护部部长） - 翟卫华（中央宣传部副部长） - 毕井泉（国务院副秘书长） - 王谦（总后勤部副部长） 委员 - 张建平（中央办公厅副主任） - 张茅（发展改革委副主任） - 陈小娅（教育部副部长） - 刘德（公安部副部长） - 姜力（民政部副部长） - 王军（财政部副部长） - 胡晓义（人力资源和社会保障部副部长） - 翁孟勇（交通运输部副部长） - 彭开宙（铁道部副部长） - 矫勇（水利部副部长） - 姜增伟（商务部副部长） - 陈啸宏（卫生部副部长） - 王东峰（工商总局副局长） - 雷元亮（广电总局副局长） - 孙寿山（新闻出版总署副署长） - 王志发（旅游局副局长） - 高翔（国管局副局长） - 崔济哲（新华社副社长） - 王昌顺（民用航空局副局长） - 刘怡（食品药品监管局副局长） - 马利（人民日报社副总编辑） - 袁永林（总后勤部卫生部副部长） - 何映华（武警部队副司令员） - 徐德明（全国总工会副主席、书记处书记） - 尔肯江·吐拉洪（共青团中央书记处书记） - 王乃坤（全国妇联书记处书记） - 丁向阳（北京市副市长） | 2013年《国务院办公厅关于调整全国爱国卫生运动委员会组成人员的通知》（国办发〔2013〕54号）调整后的组成人员是： 主任 - 刘延东（国务院副总理） 副主任 - 李斌（卫生计生委主任） …… 委员 （不详） |

| 2017年5月19日《全国爱卫会关于调整全国爱国卫生运动委员会组成人员的通知》（全爱卫发〔2017〕2号）调整后的组成人员是： 主任 - 刘延东（国务院副总理） 副主任 - 李斌（卫生计生委主任） - 王晓涛（发展改革委副主任） - 陈吉宁（环境保护部部长） - 陈政高（住房城乡建设部部长） - 韩长赋（农业部部长） - 鲁炜（中央宣传部副部长） - 江小涓（国务院副秘书长） - 李清杰（中央军委后勤保障部副部长） 委员 - 陈世炬（中央办公厅副主任） - 田学军（教育部副部长） - 黄明（公安部副部长） - 孙绍骋（民政部副部长） - 余蔚平（财政部副部长） - 游钧（人力资源社会保障部副部长） - 刘小明（交通运输部副部长） - 周学文（水利部副部长） - 房爱卿（商务部副部长） - 王国强（卫生计生委副主任、中医药局局长） - 甘霖（工商总局副局长） - 陈钢（质检总局副局长） - 童刚（新闻出版广电总局副局长） - 杨树安（体育总局副局长） - 滕佳材（食品药品监管总局副局长） - 李世宏（旅游局副局长） - 陈建明（国管局副局长） - 张宿堂（新华社副社长） - 于春孝（铁路局副局长） - 李健（民航局副局长） - 马建中（中医药局副局长） - 张建星（人民日报社副社长） - 王兵（武警部队副司令员） - 李守镇（全国总工会党组成员） - 徐丰（共青团中央书记处书记） - 邓丽（全国妇联副主席、书记处书记） - 卢彦（北京市副市长） - 李文新（中国铁路总公司副总经理） | 2018年10月12日《国务院办公厅关于调整全国爱国卫生运动委员会组成人员的通知》（国办发〔2018〕102号）调整后的组成人员是： 主任 - 孙春兰（国务院副总理） 副主任 - 马晓伟（卫生健康委主任） - 李干杰（生态环境部部长） - 王蒙徽（住房城乡建设部部长） - 韩长赋（农业农村部部长） - 丁向阳（国务院副秘书长） - 梁言顺（中央宣传部副部长） - 连维良（发展改革委副主任） - 李清杰（中央军委后勤保障部副部长） 委员 - 陈世炬（中央办公厅副主任） - 田学军（教育部副部长） - 孙力军（公安部副部长） - 顾朝曦（民政部副部长） - 余蔚平（财政部副部长） - 游钧（人力资源社会保障部副部长） - 刘小明（交通运输部副部长） - 魏山忠（水利部副部长） - 王炳南（商务部副部长） - 李世宏（文化和旅游部党组成员） - 曾益新（卫生健康委副主任） - 孙梅君（市场监管总局副局长） - 范卫平（广电总局副局长） - 高志丹（体育总局副局长） - 陈金甫（医保局副局长） - 陈建明（国管局副局长） - 严文斌（新华社副社长） - 于春孝（铁路局副局长） - 李健（民航局副局长） - 闫树江（中医药局副局长） - 陈时飞（药监局副局长） - 乔永清（人民日报社秘书长） - 尹德明（全国总工会副主席） - 李柯勇（共青团中央书记处书记） - 邓丽（全国妇联副主席） - 卢彦（北京市副市长） - 郭竹学（中国铁路总公司副总经理） |

## 办事机构
国家卫生健康委员会规划发展与信息化司（简称国家卫生健康委规划司），与全国爱国卫生运动委员会办公室（简称全国爱卫办）合署办公，是中华人民共和国国家卫生健康委员会内设机构。

### 沿革
2013年12月5日，经全国爱国卫生运动委员会全体会议修订通过的《全国爱国卫生运动委员会工作规则》称，全国爱国卫生运动委员会的工作机构为全国爱国卫生运动委员会办公室（简称“全国爱卫办”），设在中华人民共和国国家卫生和计划生育委员会。2018年机构改革前，全国爱国卫生运动委员会办公室即国家卫生和计划生育委员会疾病预防控制局。

### 职责
根据有关规定，国家卫生健康委规划司承担下列职能：承担健康中国战略协调推进工作，组织拟订卫生健康事业发展中长期规划，指导卫生健康服务体系及信息化建设，组织开展爱国卫生运动和卫生健康统计工作。承担《烟草控制框架公约》牵头履约工作。
全国爱卫办设在国家卫生健康委，承担全国爱卫会日常工作，负责组织、协调各成员单位共同履行爱国卫生工作职责，承办全国爱卫会的各项计划、决议、决定、表彰奖励等事项的督办，检查各项工作落实情况，起草文件，承办会议。

### 机构设置
根据有关规定，国家卫生健康委规划司设置下列机构：
- 综合处
- 发展规划处
- 建设装备处
- 大数据办公室（事业统计处）
- 爱国卫生工作办公室

### 历任领导
全国爱国卫生运动委员会办公室主任由国家卫生和计划生育委员会副主任担任；副主任由国家卫生和计划生育委员会疾病预防控制局副局长等担任。历任办公室主任、副主任是：

| 主任 - 黄树则（1978年4月3日－？，卫生部副部长） - 杨寿山（1981年7月13日－？，卫生部副部长） - 李九如（1983年5月6日－？） - 陈敏章（1988年8月11日－？，卫生部部长） - 陈敏章（1994年1月10日－？，卫生部部长） - 张文康（1998年8月11日－？，卫生部部长） - 王陇德（2003年4月23日－？，卫生部党组副书记、部长） - 尹力（2008年4月17日－？，卫生部党组成员、副部长） - 徐科（？－？，国家卫生计生委党组成员、副主任） - 王国强（2014年－2018年，国家卫生计生委党组成员、副主任） - 曾益新（2018年－，卫生健康委副主任、党组成员） | 常务副主任 - 张义芳（？－？） - 于竟进（？－？，国家卫生计生委疾病预防控制局局长） 副主任 …… - 张明昭（？－？） - 韩长林（？－？） - 朱庆生（？－？） - 刘玉良（？－？） - 白呼群（？－？，卫生部疾病预防控制局副局长） - 张勇（？－2018年，国家卫生计生委疾病预防控制局副局长） - 毛群安（2018年－，国家卫生健康委规划发展与信息化司司长） |